# 劉演 (弘治進士)
劉演（1457年—？），字文敷，浙江嘉興府海鹽縣人，民籍，明朝政治人物。

## 生平
成化二十二年（1486年）丙午科浙江鄉試第八十二名舉人。弘治六年（1493年）中式癸丑科會試第一百六十五名，三甲第五十三名進士。官南京刑部员外郎，正德三年（1508年）二月致仕。

## 家族
曾祖劉景儀，贈監察御史；祖父劉孟榮，贈監察御史；父劉玒，母沈氏；繼母孫氏。具庆下。